# Borderline (canção de Brandy)
"Borderline" é uma canção gravada pela cantora e compositora norte-americana Brandy Norwood para o seu sétimo álbum de estúdio, B7 (2020), no qual foi incluso como a sexta faixa do alinhamento. Foi distribuída em plataformas digitais e de streaming a partir de 31 de Julho de 2020 pela eOne Entertainment como o segundo single do projecto. Uma das quatorze faixas do álbum co-compostas por Brandy, o tema foi concebido sob o intuito de forçar os ouvintes a abordarem assuntos relativos à saúde mental. Musicalmente, a canção é uma balada "obscura" na qual a protagonista expressa os seus sentimentos como resultado de uma plenitude de experiências, tais como coração partido e o trauma que se sucede. Aquando do seu lançamento como single nos Estados Unidos, "Borderline" estreou dentro das 25 melhores posições da tabela musical de canções R&B adultas.
Em geral, embora não universalmente, "Borderline" foi recebida com opiniões positivas pela crítica especialista em música contemporânea, com vários analistas musicais considerando-a um destaque na carreira da artista e um dos melhores trabalhos de B7. Um vídeo musical co-realizado pelos norte-americanos Derek Blanks e Frank Gatson, Jr. foi divulgado no Vevo e Brandy a 31 de Julho de 2020 para que coincidisse com a data de lançamento de B7. Filmado durante a pandemia de COVID-19 nos EUA, o teledisco foi gravado respeitando as regras de distanciamento social e com a presença de um médico no estúdio.

## Antecedentes e lançamento
B7 marcou o primeiro lançamento discográfico de Brandy desde Two Eleven (2012). Falando sobre o projecto, cujas sessões de gravação tiveram início por volta de 2017, a artista afirmou a sua dedicação "nos últimos dois anos da minha vida à nova música, meu novo projecto." "Eu senti que apenas queria ser o mais honesta possível com este novo projecto. Eu queria lidar com o projecto como se fosse a minha última chance... E eu queria, claro, manter-me verdadeira ao R&B mas ao mesmo tempo ir além dos limites," acrescentou em entrevista ao serviço Apple Music. Sendo B7 o seu álbum mais autêntico e pessoal, a cantora declarou que os seus fãs poderiam esperar o seu "coração inteiro" nele, com temas sobre "amor e coração partido e encontrar a [mim] mesma e o meu amór próprio."
Sob o desejo de parar de "apaziguar egos" e "perseguir expectativas comerciais," assim como não ter as suas experiências pessoais "destiladas em palavras de outras pessoas," Brandy co-compôs e co-produziu todo o material original do álbum, no qual trabalhou juntamente com LaShawn Daniels, Kim "Kaydence" Krysiuk e Darhyl "DJ" Camper, tocando uma variedade de assuntos como amor próprio, relacionamentos amorosos tumultuosos, saúde mental e maternidade solteira. "Quando escrevemos estas canções, nós não seguimos uma 'fórmula' ou estrutura musical [...] seguimos um sentimento [...] Isso deu-nos espaço para expressar as nossas emoções sem sermos confinados aos padrões da indústria [musical]," expressou Krysiuk. "Foi um pouco assustador pois tive de terminá-lo [o álbum] sem ele," expressou a artista sobre o o falecimento de Daniels, um colaborador antigo e mentor no início da carreira de Brandy.  Sobre a decisão de incluir Camper no projecto, Brandy expressou que "as suas faixas eram tão diferentes, mas mesmo assim conectaram-se a mim de uma maneira através da qual não parecia tão diferente do que eu já fiz. Foi quase como uma continuação."
"Borderline" foi a primeira canção a ser concebida para B7, com o trabalho iniciando em meados de 2018. A 25 de Junho de 2020, "Borderline" foi anunciado como o segundo single de B7 por Brandy em entrevista para a estação de rádio WCCG1045FM, com a data de divulgação prevista para 31 de Julho seguinte. "Se um outro artista tivesse esta canção, ou cantasse esta canção, eu iria desejar que ela fosse a minha canção," expressou na entrevista. Segundo a publicação de 22 de Agosto da revista norte-americana Billboard, "Borderline" estreou no número 29 da tabela musical de canções R&B adultas.

## Estrutura musical e conteúdo
Musicalmente, "Borderline" é uma balada "obscura" do género musical R&B contemporâneo de ritmo moderado na qual a protagonista confrontar as suas próprias inseguranças e fraquezas em relacionamentos, à medida em que expressa ser "a rapariga mais ciumenta" e ultimamente ilustra a solidão obscura e emocional que pode apoderar um relacionamento romântico. Segundo Brandy em entrevista ao jornal New York Post, "eu amei alguém que não estava disponível para me amar, e isso levou-me à loucura," razão por detrás da motivação para compor o tema, que surgiu com o seu intuito de "querer usar a minha música como maneira de iniciar mais conversas sobre saúde mental e como isso é algo no qual temos de trabalhar todos os dias." Brandy revelou já ter passado por situações nas quais experienciou depressão severa, trauma, transtorno de estresse pós-traumático, o que a fez virar-se para terapia, oração, escrita e meditação. Todavia, segundo o blogue Music Musings & Such, embora a canção aparente ser consideravelmente pesada e algo que revela cicatrizes, é na verdade menos sobre tragédias pessoas e depressão e mais sobre os perigos e a natureza imprevisível de relacionamentos.
O tema inicia com uma introdução sem palavras consistente de "ohs" e "ahs" que antecedem a primeira estrofe: "You're sorry, you're sorry (Sorry) / What would you do if you're alone? (Yeah) / Would you think about me? / I know there's something wrong with you" que além de construir imagens e possibilidades, leva o ouvinte a crer que havia uma relação na qual algo correu errado ou houve uma divisão entre o casal. À medida em que a canção avança, a protagonista declara que o homem que a magoou está constantemente na sua mente e, embora se sinta maluca e na beira de perder a cabeça, ela sabe que eles fazem o par perfeito, como explicado pelos versos "You can feel it, you can't help it, baby / I'll give you this heart of mine." O refrão providencia uma introspecção honesta que explica o motivo do falhanço do relacionamento actual: "Don't wanna be schizo this time (Oh) / Never ever cheat, never lie to me / I'm the most jealous girl (Girl)." A terceira estrofe revela a razão da protagonista encontrar-se no estado actual de estranheza e solidão, como demonstrado pelas letras: "I'm so dangerous, baby / I need you to see / Believe what you see / Feel what I feel / And my feelings don't die / It's why I cry (Cry)."

## Recepção crítica
"Borderline" foi destacada por vários críticos especialistas em música contemporânea como a "canção mais real da carreira" da artista, com um escritor do blogue Urban Bridges condecorando o tema por permitir a Brandy "mostrar toda a sua vulnerabilidade e genuinidade em [apenas] uma faixa," e um outro do portal musical Soul Bounce elogiando o seu apelo de reprodução em estações de rádio. Para Joel Campbell, do jornal britânico afro-caribenho The Voice, "Borderline" é uma canção "obscura" e "recortada" com um vídeo musical "assombrante," enquanto Quentin Harrison, para o periódico Albumism, descreveu-a como um dos "três desempenhos vibrantes que entrarão para a história como um dos melhores de Brandy." Na sua análise de B7 para o MEA Worldwide, Jennifer Gonsalves reputou-o como "uma experiência fora-do-corpo, com os vocais sussurantes de Brandy sendo o tapete mágico que nos guia gentilmente por uma jornada sobre dor e perda até auto-descoberta e amor," seleccionando "Borderline" em particular como "provavelmente uma das melhores representações desta forma de narrativa." Um resenhista do blogue Music Musings & Such descreveu a canção como "magnífica", focando os elogios no desempenho vocal da cantora por "ter-nos levado ao interior do seu coração; a convicção pura com a qual ela canta não é defeituosa! Embora teria sido bem ouvir a sua voz a atingir tons altos e atacar no refrão, não posso dizer que um desempenho vocal mais nivelado e contido seja menos afectivo e deficiente!"
Por outro lado, nem todas as opiniões foram positivas, tal como a de Robin Murray para a revista britânica de entretenimento Clash, que embora tenha julgado B7 como um "triunfo," observou "Borderline" como "nada mais que agradável — gentil nos ouvidos, arrastada nas cordas do coração, mas falha em igualar a força gravitacional dos verdadeiros destaques do projecto."

## Vídeo musical
O vídeo musical para "Borderline" foi co-realizado por Derek Blanks e Frank Gatson, Jr., ambos também responsáveis pela realização do vídeo para "Baby Mama". Filmado nos Estados Unidos durante a pandemia de COVID-19, o teledisco foi gravado seguindo as normas do distanciamento social e sob presença de um médico no estúdio que controlava a temperatura de todos frequentemente. Tal como o álbum, o vídeo foi publicado no perfil do Vevo de Brandy a 31 de Julho de 2020. A 19 de Agosto seguinte, um vídeo de quatro minutos dos bastidores narrado pela cantora foi publicado no YouTube. O mesmo segue a preparação da artista para as sequências nas quais teve de interpretar uma mulher esquizofênica amarrada em uma camisa-de-forças que dá entrada em um hospital psiquiátrico. Brandy foi guiada pela sua amiga Tasha Smith, que serviu como treinadora de interpretação ao longo da gravação. "Eu queria fazer um vídeo que pudesse mostrar a mudança que quis fazer se eu estivesse magoada ou perturbada [...] eu superei isso. Estou num espaço melhor agora." As cenas em uma discoteca inclusas no vídeo musical foram inspiradas no desempenho da cantora Diana Ross no filme biográfico dramático Lady Sings the Blues, no qual Ross interpretou a cantora Billie Holiday. O vídeo musical de "Borderline" termina com uma mensagem mostrando apoio à todos norte-americanos em necessidade de assistência médica no que concerne à sáude mental.
O vídeo inicia com a vocalista amarrada em uma camisa de forças segurada por dois homens que a levam contra a sua vontade à uma cela acolchoada do hospital psiquiátrico. Estes visuais intercalam com imagens da cantora sozinha sentada num palco, onde está sentada em uma cadeira alta e, eventualmente, olha directamente para a câmara com uma lágrima a cair do seu olho. A representação por parte de Brandy foi o alvo principal dos elogios por parte da crítica, assim como a natureza "inconvencional" do vídeo e a maneira pela qual aborda a mensagem presente na canção.

## Créditos e pessoal
Os créditos seguintes foram adaptados do encarte do álbum B7 (2020):
- Andy Barnes — engenharia acústica
- Darhyl "DJ" Camper, Jr. — produção e arranjos
- LaShawn Daniels — produção e arranjos
- Jaycen Joshua — mistura
- Kim "Kaydence" Krysiuk — composição
- Al Sherrod Lambert — composição
- Charles McAllister — composição
- Brandy Norwood — composição, produção e arranjos, vocais principais, vocais de apoio
- Earl "Ejay" Washington — engenharia acústica